# Compagnie des marchands aventuriers de Londres
La Compagnie des marchands aventuriers de Londres (en anglais : Company of Merchant Adventurers of London) est une compagnie à charte apparue au XIVe siècle. Elle réunit des marchands anglais exportateurs d'étoffes et importateurs de produits étrangers dans une société à actions, et préfigure des compagnies comme la Compagnie britannique des Indes orientales.

## Dénomination
Au milieu du XIIIe siècle en Angleterre, on appelle Merchant Adventurers les marchands franchissant les mers pour leur négoce, plus particulièrement ceux qui commercent avec l'Europe continentale. Le terme aventurier souligne l'incertitude et les dangers d'un voyage à l'époque. Dans la mesure où ils contournent le Jutland pour rejoindre la mer Baltique, ils sont perçus comme des intrus et des concurrents pour le commerce maritime d'Europe du nord.

## Genèse
La genèse des Merchant Adventurers est mal connue. Le point de départ est peut-être la guilde des drapiers de Londres, la Worshipful Company of Mercers, apparue en 1394. Au début du XIVe siècle, le terme désigne surtout les marchands commerçant avec les Pays-Bas. On trouve trace de leurs premiers privilèges commerciaux entre 1295 et 1315 dans le Duché de Brabant. Vers 1350 se forment des groupements d'intérêt par type de marchandise. Ainsi en 1356, la Company of the staple at Calais, composée de 26 drapiers anglais, obtient de la Couronne d'Angleterre un monopole sur l'exportation d'étoffes vers Calais. Cette société est simplement appelée « staple », ce qui est l'équivalent d'« entrepôt », mais désigne plutôt le lieu du négoce. Ce terme renvoie également à une pratique commerciale spécifique : effectuer collectivement dans un pays donné l'achat de tissus à un point de vente précis, pratique qui permet d'exercer un meilleur contrôle sur des tarifs pratiqués. La Company of the Staple est absorbée au XVIIe siècle par celle des marchands aventuriers.
À la même époque, des associations analogues naissent dans d'autres villes du continent. On a connaissance de privilèges accordés en 1359 aux marchands anglais à Bruges, à l'époque un lieu d'échanges majeur. C'est probablement de ces associations que naît en 1407 la Company of Merchant Adventurers of England, basée à Londres et fonctionnant comme une guilde. La région de Bruges étant alors l'un des centres de production et de transformation des produits textiles, la Company of Merchant Adventurers y installe sa première filiale. En 1446, Philippe le Bon lui propose des avantages commerciaux qui l'incitent à transférer son comptoir principal à Anvers. La Compagnie est prospère et gagne en importance auprès de la Couronne d'Angleterre car les taxes sur les tissus représentent une part non négligeable des recettes de l'État. Vers 1550, la Compagnie compte environ 7200 membres en Angleterre et aux Pays-Bas.

## Sociétés anonymes
Les marchands anglais ont peu de contacts avec l'espace commercial de la mer Baltique, il en est de même avec les colonies contrôlées par les marchands espagnols et portugais. En 1551, une société anonyme est créée par des marchands aventuriers pour établir une route commerciale vers la Chine et l'Inde. La Mystery and Company of Merchant Adventurers for the Discovery of Regions, Dominions, Islands, and Places Unknown équipe en 1553 une mission d'exploration de trois navires dont un parvient jusqu'en mer Blanche. Une fois les contacts établis avec la Russie, la société anonyme est renommée en Compagnie de Moscovie et obtient en 1554 le privilège exclusif du commerce avec la Russie. C'est ainsi que les siècles suivants, les navires de la Compagnie de Moscovie feront régulièrement route jusqu'à Arkhangelsk.

## Guerres commerciales
En Europe du nord, les guerres commerciales sont dominées par les affrontements entre la Ligue hanséatique d'une part, en particulier les villes wendes du Wendischer Städtebund menées par Lübeck et Stralsund, et les rois danois d'autre part. Le traité de Stralsund en 1370 entraîne l'exclusion du marché de Scanie de tous les marchands qui empruntent la voie maritime du Jutland, dont les marchands anglais. Le traité d'Utrecht de 1474 qui devait mettre fin à la guerre de course menée par la Hanse contre les Anglais est en fait un nouveau revers pour ces derniers car la Hanse conserve tous ses privilèges et s'octroie le monopole du commerce des draps. Cependant, en 1560, la Company of Merchant Adventurers obtient le monopole pour l'exportation de tissus à destination des Pays-Bas et du nord de l'Allemagne.
Quand un conflit commercial éclate en 1563 entre l'Angleterre et les Pays-Bas, la Compagnie déplace son comptoir à Emden, puis en 1567 à Hambourg après la signature d'un accord pour dix années avec la Mairie de la ville. Parfois, les villes allemandes de la Hanse, bien qu'unies par des accords, privilégient leurs intérêts particuliers, ce qui permet également à la Compagnie de prendre pied dans la région de la Baltique en s'installant à Dantzig.
En 1577, l'accord de dix ans avec Hambourg n'est pas reconduit en raison de l'opposition de la population protestante et la Compagnie revient à Emden. En 1582, son siège est à Middelburg, et en 1587 à Stade. En 1597, l'empereur Rodolphe II est en guerre avec l'Angleterre ; le comptoir de Stade ferme officiellement, mais son négoce se poursuit discrètement. En représailles contre les Allemands, Élisabeth Ire fait saisir le comptoir hanséatique de Londres. En 1604, les Anglais retrouvent le droit de s'installer à Stade.

## Compagnie de Hambourg
En 1611, un accord est signé entre Hambourg et les marchands aventuriers, leur donnant les mêmes prérogatives juridiques que les négociants locaux. On leur attribue la Zevernsche Haus, une maison de marchand construite dans la Gröningerstraße en 1418 et acquise par la Mairie en 1570. Les marchands de la Compagnie sont affranchis de plusieurs droits de douane ; leur négoce au début du XVIIe siècle pèse 20 pour cent des importations de Hambourg. C'est aussi par Hambourg que transitent les marchandises anglaises à destination de Francfort, Leipzig, Nuremberg, la Silésie, Vienne et la Hongrie.
Vers 1620, la Compagnie de Hambourg compte environ 100 marchands anglais dans la ville ; néanmoins, leur nombre est en baisse constante, ils n'y sont plus que onze en 1800. À Hambourg, on les désigne par « Merchant Adventurers », au Royaume-Uni, ils sont appelés la « Hamburgh Company ».
Elle est démantelée en 1806 lors de l'occupation française de la ville, son activité cesse définitivement en 1826 après un accord conclu avec le gouvernement britannique.

## Sources
- (en) David M. Smith : A guide to the archives of the Company of Merchant Adventurers of York. Borthwick Inst. of Historical Research, York, 1990 (Borthwick texts and calendars 16,  (ISSN 0305-8506)).

- (en) Anne F. Sutton : The Merchant Adventurers of England: their origins and the Mercers' Company of London. In: Historical Research. 75, 2002,  (ISSN 0950-3471), pp. 25-46.
- (de) Nils Jörn : Die Auseinandersetzungen zwischen Hanse und Merchant Adventurers vor den obersten Reichsgerichten im 16. und 17. Jahrhundert. In: Zeitschrift des Vereins für Lübeckische Geschichte und Altertumskunde. 78, 1998,  (ISSN 0083-5609), pp. 323-348.
- (de) Anne D. Petersen : Die Engländer in Hamburg, 1814 bis 1914. Ein Beitrag zur hamburgischen Geschichte. von Bockel, Hamburg 1993,  (ISBN 3-928770-09-8) (Hamburg, Univ., Diss., 1992).
- (de) Heinrich Hitzigrath : Die Kompagnie der Merchant Adventurers und die englische Kirchengemeinde in Hamburg 1611–1835. Kriebel, Hamburg 1904.
- (de) Jürgen Wiegandt : Die Merchant Adventurers Company auf dem Kontinent zur Zeit der Tudors und Stuarts. (= Beiträge zur Sozial- und Wirtschaftsgeschichte, 4) Kiel 1972.